# Paul Butscher

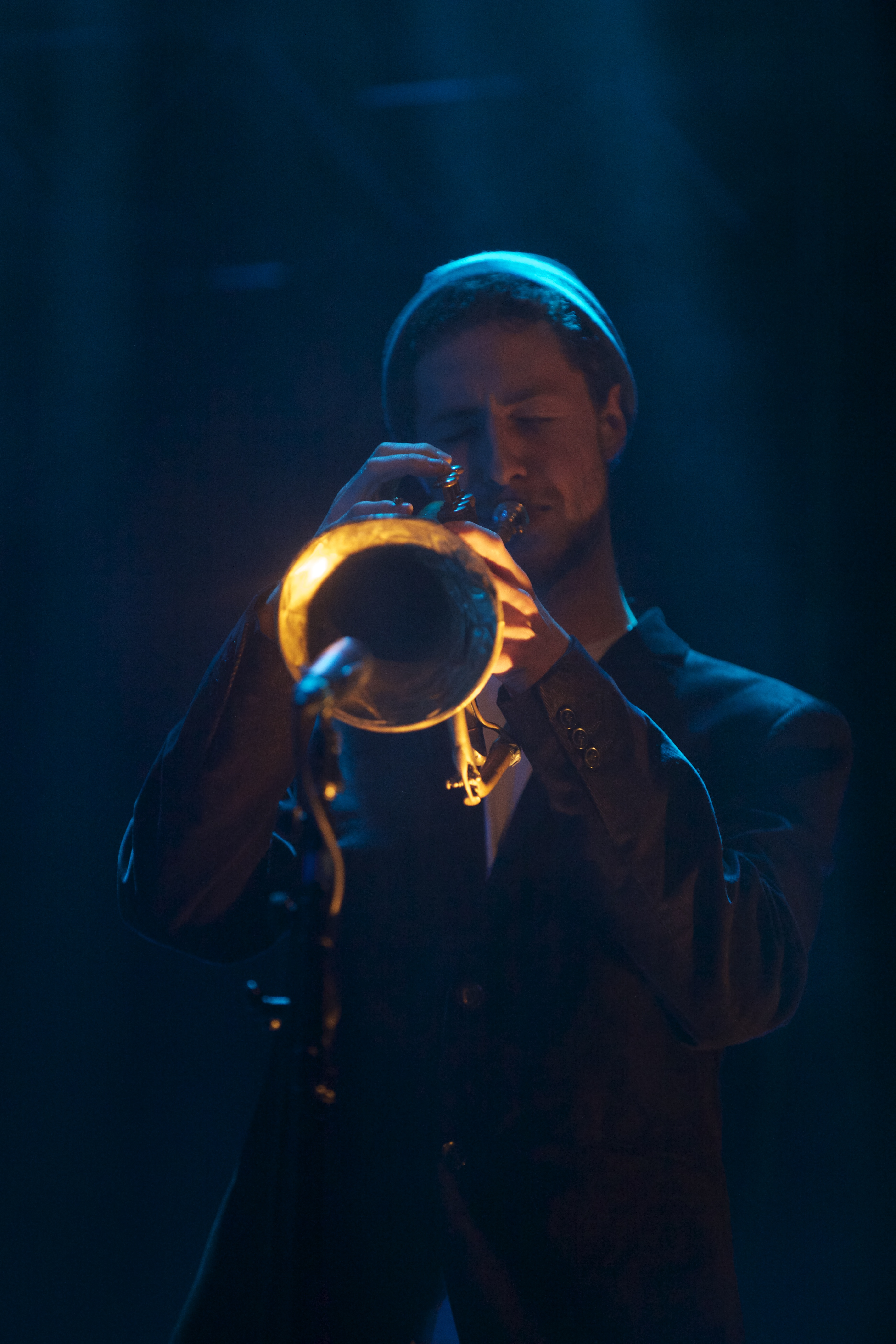
Paul Butscher (2014)

Paul Butscher (* um 1994) ist ein Schweizer Jazzmusiker (Trompete, Flügelhorn, Stimme, Synthesizer).

## Wirken
Butscher war seit seinem 16. Lebensjahr in Ska- und Hip-Hop-Bands wie Ska Nerfs und Koqa Beatbox musikalisch tätig, mit denen er in Europa tourte und Alben aufnahm. Daneben studierte er an der Pädagogischen Hochschule Bern Psychomotorik und arbeitete als Therapeut. Ab 2019 erwarb er an der Hochschule der Künste Bern den Bachelor of Arts, um dort dann 2024 mit dem Master in Jazz-Performance bei Ralph Alessi, Matthieu Michel und Colin Vallon abzuschliessen.
Butscher gründete mit Mélusine Chappuis und Xavier Almeida das Trio Arbre, mit dem zwei Alben entstanden, zunächst Lunaires bei Unit Records, und gehörte zudem zu den kollaborativen Bands 3TTM? und Sirup Dream. Mit dem Sextett von Jonathan Salvi war er auf dessen Album Arugula (Double Moon Records 2024) zu hören, mit dem kollaborativen Trio Assonance (das er mit Anna Regina Kalk und Loïc Baillod bildete) auf dem Album Practical Matters. Zudem arbeitete er mit dem Anna Kalk Quartett, Pale Male, Dane Itte, Klacken, Im Nu, Ulysse Loup Large Ensemble und Jan Dither Large Ensemble. Er ist auch auf Alben von République Atypique, Jehan, Jacob Hannes und Aino Salto zu hören.

## Auszeichnungen/Auswahlen
Mit Koqa Beatbox erhielt Butscher 2017 den Swiss Live Talents Award in der Kategorie „Urban-Hip-Hop Groove Reggae.“ 2023 gewann er mit Arbre den ZKB Jazzpreis.